# АСУ-57
АСУ-57 (Объект 572) — советская лёгкая авиадесантная самоходная артиллерийская установка (САУ) 1950-х годов. Была разработана КБ завода № 40 в 1948—1950 годах для обеспечения противотанковой обороны воздушно-десантных частей и стала первым серийным образцом бронетехники, созданным в СССР специально для этого рода войск. Серийное производство АСУ-57 осуществлялось в 1950—1962 годах.
В Советской Армии АСУ-57 поступала на вооружение дивизий, а для полков Воздушно-десантных войск и на протяжении 1950-х годов оставалась основным их образцом бронетехники. В 1970-е годы, с перевооружением воздушно-десантных войск на БМП БМД-1 и механизированную структуру, началось постепенное снятие АСУ-57 с вооружения, завершившееся к середине 1980-х годов. Помимо Советской Армии, САУ поставлялась союзникам СССР по Варшавскому договору и дружественным странам.

## История создания и производства

### Предпосылки к созданию
В конце 1920-х и 1930-х годах СССР являлся пионером в создании современных воздушно-десантных войск (ВДВ), в интересах которых проводились ОКР по воздушному десантированию лёгкой бронетехники — танкеток Т-27 и плавающих малых танков Т-37А. Однако опыт воздушного десантирования крупных частей и соединений в Великой Отечественной войне оказался в целом неудачным, и в 1942 году воздушно-десантные корпуса, составлявшие основную их силу, были переформированы в гвардейские стрелковые дивизии. После окончания войны та же участь в 1945 году постигла сформированные уже в ходе неё воздушно-десантные дивизии и к началу 1946 года в состав советских ВДВ входили лишь три воздушно-десантные бригады и учебный воздушно-десантный полк.
Тем не менее, уже с 1946 года, с переводом 3 июня ВДВ из состава ВВС в Резерв Верховного Главнокомандования с прямым подчинением министру обороны, началось возрождение воздушно-десантных войск. В 1946 году в воздушно-десантные были переформированы десять гвардейских стрелковых дивизий, а в 1948 — ещё пять. Кроме того, выросла и роль, отводимая ВДВ в планах советского военного руководства: массовое применение пяти воздушно-десантных корпусов должно было сыграть важную роль в возможном конфликте. Ставившиеся перед ВДВ задачи, однако, требовали и соответствующего развития их вооружения. В первый послевоенный период одной из наиболее серьёзных проблем для воздушно-десантных войск оставалась их недостаточная противотанковая стойкость на дальних дистанциях, обусловленная сложностью воздушного десантирования тяжёлых современных образцов вооружения — буксируемых противотанковых орудий с тягачами, а тем более противотанковых самоходных установок. Поэтому, хотя в период Второй мировой войны большинство её основных участников, в том числе СССР, вели работы над авиадесантными лёгкими танками, в СССР после войны усилия были сосредоточены на создании противотанковой САУ.

### Первые авиадесантные САУ
Идея использования САУ в воздушных десантах не была нова: ещё в марте—мае 1944 года была создана ОСУ-76, при массе в 4,2 тонны вооружавшаяся 76-мм пушкой. Хотя ОСУ-76 предназначалась для вооружения пехотных частей, в отчёте о её испытаниях отдельно отмечалась возможность использования машины в авиадесантных операциях, однако на вооружение САУ принята не была вследствие недостаточной подвижности и устойчивости при стрельбе.
Первым образцом бронетехники, спроектированным специально для воздушно-десантных войск, стала вооружённая 76-мм пушкой АСУ-76, созданная на заводе № 40 под руководством Н. А. Астрова. Проект машины был разработан в октябре 1946 — июне 1947 года, а первый прототип САУ был завершён в декабре 1947 года. АСУ-76 имела экипаж из трёх человек, минимизированные размеры, лёгкое противопульное бронирование и силовую установку, созданную на базе автомобильных агрегатов. После в основном успешного завершения проведённых в 1948—1949 годах испытаний, 17 декабря 1949 года АСУ-76 была принята на вооружение, однако серийное её производство, за исключением двух собранных в 1950 году машин установочной партии, не выдержавших полигонных испытаний, не осуществлялось. Вследствие ряда причин, прежде всего отказа от производства тяжёлого транспортного планёра Ил-32 — единственного на тот момент средства десантирования 5,8-тонной машины — работы по АСУ-76 были в августе 1953 года приостановлены до отработки АСУ-57П и АСУ-85 и уже не возобновлялись.
Параллельно с работами по более тяжёлой 76-мм САУ, разрабатывался и ряд проектов 57-мм установок, которые обладали бы лучшей подвижностью. В 1948 году в ОКБ Астрова был разработан проект десантной САУ массой 3,2 т с экипажем из двух человек, вооружённой опытной авиационной автоматической пушкой 113-П ОКБ-16 Нудельмана и имевшей компоновку с кормовым расположением моторно-трансмиссионного отделения, которая, как и АСУ-76, оснащалась автомобильным двигателем. Тогда же авиационным ОКБ-115 Яковлева была спроектирована своя десантная самоходка с такой же 57-мм пушкой, опытный образец которой по результатам проведённых летом того же года испытаний был отвергнут военными как из-за общей недоработанности конструкции, так и из-за недостаточных секторов вертикального и горизонтального наведения расположенного в лобовой части орудия.

### Объект 572
В том же 1948 году в КБ-40 завода № 40 под руководством Н А. Астрова и Д. И. Сазонова была создана САУ «Объект 572», вооружённая 57-мм полуавтоматической пушкой Ч-51, спроектированной в 1948—1950 годах ОКБЛ-46 хабаровского завода № 106 под руководством Е. Чарнко и имевшей баллистику противотанкового орудия ЗИС-2, хотя по конструкции более близкой к пушке Ч-26, созданной тем же ОКБ в 1946—1947 годах
. По своим основным конструктивным особенностям САУ была аналогична АСУ-76, однако отличалась значительно меньшими размерами и массой, что позволило применить на ней более лёгкий двигатель от легкового автомобиля ГАЗ-М-20 «Победа».
Параллельно с ней ОКБ Инженерных войск под руководством А. Ф. Кравцева в 1949 году разработало проект САУ К-73, вооружённой тем же орудием и по конструкции схожей с «Объектом 572». В отличие от последней, К-73 была плавающей, а также отличалась лучшей подвижностью за счёт применения более мощного двигателя. В 1949 году на ВРЗ № 2 был изготовлен опытный образец К-73, по результатам испытаний которого, вследствие неудовлетворительной проходимости, обусловленной недостаточным клиренсом, а также низкой механической надёжности, предпочтение было отдано проекту завода № 40.
В апреле 1949 года прототип «Объекта 572» прошёл полигонные, а в июне — войсковые испытания. Весной 1950 года машина была представлена в НИИ ВВС, вместе с тяжёлым транспортным планёром Як-14, предназначенным для её десантирования, но испытания не выдержала из-за ненадёжности выбранного способа фиксации установки в планёре при помощи деревянных клиньев. Лишь летом 1951 года доработанный прототип, с механизмом блокировки подвески в полёте, успешно прошёл повторные испытания, по результатам которых постановлением Совета Министров СССР № 3541-1648сс от 19 сентября 1951 года САУ была принята на вооружение Советской Армии под обозначением АСУ-57.

### Серийное производство и дальнейшее развитие
Серийное производство новой САУ было начато ещё до формального принятия на вооружение, в декабре 1950 года, на заводе № 40, к тому времени переименованном в Мытищинский машиностроительный завод (ММЗ). В производстве бронекорпусов для АСУ-57 был задействован также завод дробильно-размольного оборудования «Дробмаш», тогда как орудия поставлял завод № 106. Выпуск АСУ-57 продолжался вплоть до 1962 года, в том числе с 1959 года — параллельно с новой АСУ-85. Точные данные по числу выпущенных АСУ-57, как и многих других образцов советской послевоенной бронетехники, в опубликованных открытых источниках отсутствуют, однако ряд косвенных данных позволяет определить по крайней мере приблизительные минимальные объёмы производства. Число машин, поставленных в другие страны до 1968 года, указывает на выпуск не менее чем порядка 350—400 САУ, а в том случае, если воздушно-десантные дивизии после завершения этих поставок сохраняли положенное по штату число АСУ-57, которые начали сниматься с вооружения только с поступлением БМД-1 — по меньшей мере порядка 500 машин. Глубокие изменения в ходе производства в конструкцию не вносились, однако с 1954 года АСУ-57 вооружалась новой пушкой Ч-51М, отличавшейся использованием более компактного дульного тормоза активного типа, что сократило общую длину САУ на 755 мм, а с 1961 — оснащалась более совершенными средствами связи в виде комплекта радиостанции Р-113 и танкового переговорного устройства Р-120. САУ последних серий оснащались также прибором ночного видения для механика-водителя и дополнительным топливным баком.

## Конструкция
АСУ-57 имела компоновку с расположением моторно-трансмиссионного отделения в лобовой, и боевого отделения, совмещённого с отделением управления — в кормовой части корпуса. Экипаж САУ состоял из трёх человек: механика-водителя и заряжающего, размещавшихся друг за другом с правой стороны от орудия, и командира, выполнявшего также функции наводчика и радиста и располагавшегося с левой стороны боевого отделения.

### Броневой корпус
АСУ-57 имела дифференцированную противопульную бронезащиту. Корпус САУ, полузакрытого типа, представлял собой жёсткую несущую коробчатую конструкцию, собранную из листов броневой стали толщиной 4 и 6 мм, соединявшихся между собой в основном при помощи сварки, а также неброневых дюралюминиевых листов, соединённых с остальными деталями корпуса при помощи клёпки. Лобовое бронирование корпуса состояло из верхнего и нижнего 6-мм носовых бронелистов и ряда бронелистов, образующих крышу моторно-трансмиссионного отделения, имеющую сложную форму, а также 6-мм нижнего лобового бронелиста боевого отделения. Борта корпуса состоят из вертикальных 4-мм бронелистов и по всей длине боевого отделения имеют надгусеничные ниши, собранные при помощи клёпки из 4-мм листов, с применением дюралюминиевых листов на менее ответственных участках. Верхняя часть боевого отделения образована 6-мм верхним лобовым бронелистом и 4-мм бортовыми щитками, могущими откидываться на петлях для уменьшения высоты САУ и улучшения обзора; в таком положении сидящий не пригнувшись экипаж закрыт бронёй приблизительно на уровне плеч. Рациональные углы наклона применены только в лобовом бронировании САУ: верхний носовой лист имеет наклон в 20° к вертикали, лобовые листы боевого отделения — 36°, листы крыши моторно-трансмиссионного отделения — до 65°. Помимо этого, под наклоном в 14° расположены бортовые щитки боевого отделения. Кормовая часть корпуса состоит из штампованного 5-мм дюралюминиевого листа, днище корпуса также образовано цельным дюралюминиевым листом, снабжённым продольными и поперечными балками жёсткости.Кроме того из дюралюминия выполнены надгусеничные полки и прочие элементы корпуса расположенные горизонтально (не считая нескольких горизонтальных лобовых деталей у МТО), то есть детали, которые не давали бы существенной защиты машины, если бы они были выполнены из брони. А обширное использование при изготовлении корпуса алюминиевых сплавов позволило существенно облегчить машину. В виду невозможности сварки стальных и алюминиевых частей корпуса они соединялись клёпкой. Заклёпки — стальные. Там где требовалась герметичность (например между стальным бортом и надгусеничной полкой) стык прокладывался тесьмой с герметиком и затем клепался.
Боевое отделение отделялось от моторно-трансмиссионного поперечной перегородкой, кроме этого дополнительные перегородки образовывали в боевом отделении отсеки для кормовых боеукладок и полностью закрытый отсек для заднего топливного бака. Амбразура пушки закрывалась бронезащитой сферического типа, состоявшей из неподвижных, закреплённых на лобовом листе корпуса, и подвижных, закреплённых на стволе орудия бронедеталей. Сиденья членов экипажа крепились к днищу корпуса; сиденья механика-водителя и командира могли регулироваться по высоте, а последнее также и по горизонтали. Высадка и посадка экипажа производились через верх открытой САУ, для доступа к агрегатам двигателя и трансмиссии служили лючки в крыше моторного отделения, нижнем носовом листе и днище корпуса, а также в перегородке между боевым и моторно-трансмиссионным отделениями. Сверху, и частично — с кормы, боевое отделение открыто, но для защиты от осадков могло закрываться брезентовым тентом со смотровым окошком в задней части.
Противопожарное оборудование САУ ограничивалось одним установленным в боевом отделении ручным огнетушителем ОУ-2, содержавшим 1,4—1,5 кг углекислоты.

### Вооружение
Основное вооружение АСУ-57 составляла 57-мм полуавтоматическая нарезная пушка Ч-51, в базовой модификации или модификации Ч-51М. Пушка имела ствол-моноблок длиной 74,16 калибра / 4227 мм, в том числе нарезной части 56,91 калибра / 3244 мм, оснащённый дульным тормозом; встречающиеся в некоторых источниках сведения о наличии эжектора не соответствуют действительности, узел за дульным тормозом представлял собой муфту для соединения его со стволом. Максимальное давление в канале ствола составляло 304 МПа (3100 кг/см²). Ч-51 оборудовалась дульным тормозом реактивного типа с 34 поперечными щелями, тогда как Ч-51М — двухкамерным дульным тормозом активного типа с эффективностью 68 %, имевшим на 750 мм меньшую длину. Затвор орудия — вертикальный клиновой, с полуавтоматикой копирного типа; у Ч-51 открывание затвора и экстракция гильз производились в конце отката, тогда как у Ч-51М — в конце наката. Противооткатные устройства орудия состояли из гидравлического тормоза отката канавочного типа, с тормозом наката игольчатого типа, и пружинного накатника; нормальная длина отката составляет 550—730 мм, предельная — 750 мм. Пушка имела электрический и дублирующий ручной спуск. Техническая скорострельность Ч-51 составляла до 12, практическая прицельная — 7…10 выстрелов в минуту.
Качающаяся часть орудия располагалась в люльке, при помощи горизонтальных цапф устанавливавшейся в рамке. Последняя, в свою очередь, при помощи двух цапф размещалась в сварной опоре, крепившейся, со смещением к левому борту, к лобовому бронелисту, перегородке и днищу корпуса. Приводы наведения пушки — ручные, состоявшие из винтовых подъёмного и поворотного механизмов тянуще-толкающего типа с конической парой. На АСУ-57 ранних выпусков тормозным устройством оснащался только подъёмный механизм, тогда как в поворотный он был введён только с 1954 года. Углы горизонтального наведения орудия составляли ±8°, вертикального наведения — от −5° до +12°; непростреливаемое пространство составляло 11 метров.
Для наведения орудия при стрельбе прямой наводкой использовался телескопический прицел ОП2-50, имевший увеличение 5,5× и поле зрения в 11°. Прицельные сетки ОП2-50 были рассчитаны на стрельбу бронебойными снарядами на дальность до 2000 метров и осколочными — до 3400 метров; при пониженной освещённости прицельная сетка могла подсвечиваться. Стрельба подкалиберными снарядами осуществлялась по шкалам калиберных бронебойных, но требовала использования таблицы стрельбы. Установка дальности осуществлялась подвижными шкалами прицела, в прицельные сетки входила шкала боковых поправок, могущая также использоваться для грубого определения дальности до цели известных размеров. При стрельбе с закрытых позиций использовался панорамный перископический прицел МП-50, имевший увеличение 3× и поле зрения 12°, и снабжённый диоптрическим визиром, позволяющим дублировать прицел ОП2-50 при стрельбе прямой наводкой. Максимальная дальность стрельбы АСУ-57 с закрытых позиций составляла 6000 метров, по другим данным — 6100 метров.
Боекомплект Ч-51 составлял 30 унитарных выстрелов с цельнометаллическими гильзами. В боекомплект могли включаться выстрелы с калиберными и подкалиберными бронебойными и осколочными снарядами, по ассортименту боеприпасов Ч-51 была унифицирована с противотанковой пушкой ЗИС-2, за исключением картечи, САУ не использовавшейся. Кроме этого, запрещалась стрельба бронебойными снарядами со взрывателем МД-5, входившими в боекомплект ЗИС-2. Боекомплект САУ размещался в трёх клипсовых боеукладках с поддонами: горизонтальной на 6 выстрелов — в правой надгусеничной нише, вертикальной на 18 выстрелов — в левом кормовом и вертикальной на 6 выстрелов — в правом кормовом углу корпуса.
| Боеприпасы пушки Ч-51 |                                                                                              |                |                    |                    |                   |                  |                   |                       |                                                    |
| Индекс выстрела       | Тип снаряда                                                                                  | Индекс снаряда | Длина выстрела, мм | Масса выстрела, кг | Масса снаряда, кг | Масса ВВ, г      | Марка взрывателя  | Дульная скорость, м/с | Дальность прямого выстрела по цели высотой 2 / 3 м |
| УБР-271               | Бронебойный каморный тупоголовый с баллистическим наконечником, трассирующий                 | БР-271         | н/д                | 6,61               | 3,14—3,19         | 14 (А-IX-2)      | МД-7 или МД-10    | 975                   | 1100 / н/д                                         |
| УБР-271СП             | Бронебойный сплошной тупоголовый с баллистическим наконечником, трассирующий                 | БР-271СП       | н/д                | 6,61               | 3,14—3,19         | —                | —                 | 975                   | 1100 / н/д                                         |
| УБР-271К              | Бронебойный каморный остроголовый, трассирующий                                              | БР-271К        | н/д                | 6,61               | 3,14—3,19         | 18 (А-IX-2)      | МД-7              | 975                   | н/д                                                |
| УБР-271М              | Бронебойный каморный остроголовый с бронебойным и баллистическим наконечниками, трассирующий | БР-271М        | н/д                | 6,24               | 2,80              | 13 (А-IX-2)      | МД-10             | 1020                  | 1180 / 1400                                        |
| УБР-271П              | Бронебойный подкалиберный катушечной формы, трассирующий                                     | БР-271П        | н/д                | 5,40               | 1,79              | —                | —                 | 1250                  | н/д                                                |
| УБР-271Н              | Бронебойный подкалиберный обтекаемой формы, трассирующий                                     | БР-271Н        | н/д                | 5,94               | 2,40              | —                | —                 | 1125                  | 1270 / 1500                                        |
| УО-271У УО-271Ж       | Стальная осколочная граната жезлообразной формы                                              | О-271У О-271Ж  | н/д                | 6,79               | 3,75              | 204—220 (тротил) | КТМ-1 или КТМ-1-У | 695                   | 800 / 960                                          |
| УБПР-271              | Практический, трассирующий                                                                   | ПБР-271        | н/д                | 6,58               | 3,14              | —                | —                 | 975                   | 1100 / н/д                                         |

| Таблица бронепробиваемости для Ч-51 и Ч-51М |                                      |     |     |             |           |           |        |
| Снаряд и угол встречи / дальность, м | Снаряд и угол встречи / дальность, м | 100 | 300 | 500         | 1000      | 1500      | 2000   |
| Калиберные бронебойные |                                      |     |     |             |           |           |        |
| БР-271 | 90°                                  | 114 | 109 | 103; 98—105 | 91; 90—99 | 79; 82—90 | 69     |
| БР-271 | 60°                                  | 93  | 89  | 84; 83—89   | 74; 78—85 | 64; 73—79 | 56     |
| БР-271К | 90°                                  | 112 | 103 | 94          | 74        | 57        | 44     |
| БР-271К | 60°                                  | 91  | 84  | 76          | 60        | 46        | 35     |
| БР-271М | 90°                                  | н/д | н/д | 115         | 105; 101  | 95        | 85; 75 |
| БР-271М | 60°                                  | н/д | н/д | 95          | 85        | 75        | 65     |
| Подкалиберные бронебойные |                                      |     |     |             |           |           |        |
| БР-271П | 90°                                  | 190 | 168 | 147         | 101       | —         | —      |
| БР-271П | 60°                                  | 155 | 137 | 120         | 83        | —         | —      |
| БР-271Н | 90°                                  | н/д | н/д | 155         | 140; 138  | 125       | 92     |
| БР-271Н | 60°                                  | н/д | н/д | 135         | 125       | 100       | н/д    |
| Приведённые данные относятся к советской методике расчёта пробивной способности (для всех снарядов, кроме БР-271М и БР-271Н, это формула Жакоб де-Марра для цементированной брони с коэффициентом K = 2400). Для снаряда БР-271 приведены также данные гарантированной (80 % вероятности сквозного пробития) и начальной (20 % вероятности) бронепробиваемости по данным НИИ-48. Следует помнить, в разное время и в разных странах использовались различные методики определения бронепробиваемости. Как следствие, прямое сравнение с аналогичными данными других орудий часто оказывается невозможным. Кроме того, показатели бронепробиваемости могут заметно различаться при использовании различных партий снарядов и различной по технологии изготовления брони. |                                      |     |     |             |           |           |        |

Для самообороны экипажа АСУ-57 в первые годы эксплуатации комплектовалась перевозившимся на левом борту боевого отделения 7,62-мм станковым пулемётом СГ-43 или СГМ. Питание пулемёта осуществлялось лентами на 50 или 250 патронов с лёгкими и тяжёлыми общего назначения, трассирующими, зажигательными, бронебойными, бронебойно-трассирующими, бронебойно-зажигательно-трассирующими и пристрелочно-зажигательными пулями. Темп стрельбы СГ-43 составлял 500—700 выстрелов в минуту, боевая скорострельность — 200…250 выстрелов в минуту, дальность эффективной стрельбы — до 1000 метров. По другим данным, САУ могла вместо него комплектоваться также ручным пулемётом РПД с боекомплектом в 300 патронов в трёх лентах в магазин-коробках. РПД использовал промежуточный патрон и имел меньшую кучность и дальность эффективной стрельбы — до 800 метров, а также, при близком к СГ-43 темпе стрельбы — меньшую боевую скорострельность, 150 выстрелов в минуту.
В дальнейшем в роли оружия самообороны САУ пулемёт был заменён 7,62-мм автоматом АК или АКМ. При стрельбе очередями автомат обеспечивал дальность эффективной стрельбы до 500 метров при боевой скорострельности в 90—100 выстрелов в минуту; дальность эффективной стрельбы одиночными выстрелами составляла до 600 метров. Боекомплект автомата составлял 300 патронов в десяти коробчатых рожковых магазинах, в том числе 246 с бронебойными со стальным сердечником и 54 — с трассирующими пулями Т-45. Помимо этого, для самообороны САУ комплектовалась 20 ручными осколочными гранатами Ф-1, также в оборудование машины входил 26-мм сигнальный пистолет СПШ-44 с двумя комплектами (20 штук) ракет к нему.

### Средства наблюдения и связи
Наблюдение за местностью всеми членами экипажа в открытой САУ могло осуществляться без каких-либо специальных средств. Для обзора из-под брони в бою, механик-водитель и командир располагали каждый прибором Б-1, представлявшим собой быстросменный многослойный стеклоблок, установленный в лобовом бронелисте корпуса, и застеклённым смотровым лючком в бортовом щитке, закрываемой броневой заслонкой. АСУ-57 последних серий оснащались также активным прибором ночного видения механика-водителя ТВН-2, устанавливавшимся в специальном креплении над прибором Б-1. Бинокулярный перископический электронно-оптический прибор однократного увеличения ТВН-2 работал за счёт подсветки местности двумя фарами ФГ-103А с инфракрасным светофильтром и обеспечивал дальность видения в 50—60 метров при поле зрения в 30°.
Для внешней связи АСУ-57 оборудовалась стандартной танковой радиостанцией 10РТ-12, а с 1961 года — Р-113. 10РТ-12, являвшаяся модернизированным вариантом радиостанции периода Второй мировой войны, представляла собой симплексную телефонно-телеграфную коротковолновую ламповую радиостанцию трансиверной схемы с амплитудной модуляцией. Радиостанция имела рабочий диапазон 3,75—6,0 МГц, состоявший из 90 частот с шагом в 25 кГц, в том числе 15 фиксированных, стабилизированных кварцем. Мощность передатчика радиостанции составляла 12—15 Вт, чувствительность приёмника — 4…15 мкВ. Дальность связи с однотипной радиостанцией составляла на стоянке 9 км днём и 14—20 км ночью, на ходу — соответственно, 7 и 11—15 км; при отсутствии помех связь достигалась на дистанции до 35—40 км на стоянке и 20—25 км на ходу.
Радиостанция Р-113 «Гранат» относилась к первому послевоенному поколению и отличалась наличием только телефонного режима с системой автоматического управления приёмом и передачей от голоса оператора, а также ультракоротковолновым рабочим диапазоном и частотной модуляцией, значительно повышавшими помехоустойчивость. Рабочий диапазон Р-113, составлявший 20—22,375 МГц, состоял из 96 стабилизированных кварцем фиксированных частот с шагом в 25 кГц. При мощности передатчика 16 Вт и чувствительности приёмника не хуже 3 мкВ, дальность связи Р-113 с однотипной радиостанцией составляла 25—30 км на стоянке и 10—13 км — на ходу. Работа радиостанций осуществлялась на штыревую антенну высотой 1—4 метра, размещавшуюся перед рубкой у левого борта, либо; при выходе основной антенны из строя Р-113 могла вести работу на аварийную, представлявшую собой кусок изолированного провода длиной 2,5 метра и обеспечивавшую связь на дальность до 2,5 км или до 1 км при связи с другой аварийной антенной. Для внутренней связи САУ имела интегрированное с радиостанцией танковое переговорное устройство (ТПУ) ТПУ-47 на всех членов экипажа, вместе с заменой радиостанции сменённое на усовершенствованное Р-120. Оба ТПУ использовались со шлемофонами с ларингофонной гарнитурой, при этом Р-120 имело более совершенные электромагнитные ларингофоны.

### Двигатель и трансмиссия
АСУ-57 оснащалась рядным 4-цилиндровым четырёхтактным карбюраторным двигателем модели М-20Е производства завода ГАЗ. При рабочем объёме в 2120 см³ двигатель развивал максимальную мощность, по разным данным, 50 или 55 л. с. при 3600 об/мин. и максимальный крутящий момент 12,5 кгм при 1800—2200 об/мин. Двигатель размещался в моторно-трансмиссионном отделении поперечно, со смещением к правому борту, и конструктивно выполнялся в едином блоке с главным фрикционом, коробкой передач и механизмом поворота, устанавливавшемся в корпусе на четыре подпружиненные опоры и крепившийся четырьмя болтами. При этом пришлось изготавливать оригинальный коллектор выхлопной системы, из-за поперечного расположения двигателя.
Система охлаждения двигателя включала трубчатый радиатор с центробежным осевым вентилятором, размещённый у левого борта моторно-трансмиссионного отделения, при этом привод на вентилятор осуществляется через двойной первичный вал. Машины ранних производственных серий имели привод на вентилятор от того же шкива коленвала, который вращает помпу и генератор. Этот ремень через шкив вращал два карданных вала, которые вращали уже шкив с ремнями вентилятора- на машинах последующих производственных серий данный шкив остался просто как натяжитель ремней вентилятора, а от системы из карданных валов отказались из-за её сложности и громоздкости. Забор воздуха в МТО для охлаждения радиатора организован таким образом, что он, засасываемый вентилятором, проходит вокруг двигателя и тем самым дополнительно его охлаждает. Для облегчения запуска при пониженных температурах двигатель оборудовался подогревателем в виде пароводяного котла, подогреваемого паяльной лампой. Вместе с пароводяным котлом ёмкость системы охлаждения составляла 22 литра, что требовало установки расширительного бачка. Он устанавливался в передней части правой ниши, у механика-водителя и имел пробку с клапаном для стравливания излишнего воздуха при расширении охлаждающей жидкости и для его засасывания при остывании. Пробка сверху закрыта дюралюминиевым выпуклым лючком.
Система смазки двигателя — комбинированная, под давлением и разбрызгиванием. Для охлаждения масла циркулирующего в системе служит масляный радиатор. Он расположен возле основного радиатора, до вентилятора. Масляный радиатор включён в систему смазки параллельно; через него проходит меньшая часть масла, нагнетаемого насосом. Пройдя через радиатор, охлаждённое масло стекает обратно в картер двигателя через маслозаливной патрубок. Ёмкость системы смазки двигателя 6 л.
Система пуска двигателя состояла из электрического стартёра СТ-8 или СТ-8Б мощностью 1,8 л. с., однако малые габариты М-20Е позволяли использовать в качестве дублирующего ручной пуск, для чего двигатель оснащался пусковой рукояткой. Запуск стартера ножной, с помощью педали у механика-водителя. Из-за особенностей расположения двигателя управление рычагом стартёра осуществлялось через систему рычагов и валиков, которые проходили через верх, вокруг двигателя.
Система воздухопитания включала комбинированный воздухоочиститель с эжекционным отсосом пыли, состоявший из первой ступени с мультициклонами и второй ступени с инерционно-масляным фильтром комбинированного типа с масляной ванной и фильтрующей набивкой. Выхлопная труба с глушителем выводилась с правого борта корпуса. В состав системы питания двигателя входили два мягких резиновых протектированные топливных бака, размещённых в боевом отделении: передний, ёмкостью 50 литров, установленный в нижней части опоры пушки, и задний, ёмкостью 90 литров, расположенный позади сиденья командира; АСУ-57 последних серий оснащались также дополнительным топливным баком. Топливом двигателю служил бензин марки Б-70 или А-72, при крайней необходимости мог использоваться бензин с меньшим октановым числом после регулировки зажигания октан-корректором. В связи с тем, что в настоящее время сложно приобрести чистый бензин без окатноповышающих добавок (Б-70 — используется в химической промышленности под маркой НЕФРАС), а бензины низких октановых чисел (А-72 и АИ-80) практически исчезли из розничной продажи, было на практике подтверждено, что мотор М-20Е может использоваться с бензином АИ-92 при соответствующей корректировке зажигания и замене свечей, однако он не повышает характеристик двигателя (при оригинальной степени сжатия), а расход топлива остаётся на уровне штатного с бензином Б-70.
Для приготовления рабочей смеси, поступающей в цилиндры двигателя, и обеспечения качественной и количественной регулировки смеси, соответствующей всем режимам работы двигателя служили карбюраторы К-25Ж, К-25Д либо К-22Е. Особенностью устройство карбюраторов, было то, что двигатель М-20Е на АСУ-57 был расположен поперёк, а не вдоль машины. Что потребовало проектирования для данного двигателя собственного коллектора, а все органы управления карбюраторами оказались также повёрнуты на 90°. Поэтому на данную машину не подходили стандартные карбюраторы от автомашин типа ГАЗ-69 и ГАЗ-М-20 из-за их иного расположения на коллекторе. Поэтому, в частности, на данный двигатель с некоторыми доработками подходит карбюратор К-131 от УАЗа — его органы управления расположены именно так как требуется на АСУ-57.
АСУ-57 имела механическую трансмиссию, в состав которой входили:
- Однодисковый полуцентробежный главный фрикцион сухого трения (чугун по феродо);
- Четырёхступенчатая (4+1) трёхходовая коробка передач с блокировочным устройством, с диапазоном передаточных чисел от 6,4 до 1;
- Механизм поворота по типу бортовых фрикционов сухого трения;
- Ленточные плавающие бортовые тормоза сухого трения со стальными барабанами и колодками из алюминиевого сплава, обшитыми феродо[53] (по другим данным, могущим относиться к машинам разных выпусков — с пластмассовыми накладками[54]), размещённые на барабанах фрикционов;
- Левая и правая полуоси, соединявшие бортовые фрикционы с бортовыми передачами;
- Простые однорядные бортовые передачи с передаточным числом 4,2;

Приводы управления трансмиссией — механические, без серводействия, управление поворотом САУ осуществлялось при помощи парных рычагов.
Максимальная скорость машины в 45 км/ч обусловлена передаточным числом высшей (четвёртой) передачи коробки передач (1:1) и ограничителем оборотов, установленным в карбюраторе (максимальные обороты — около 3500 об/мин).
Особенности конструкции КПП: у коробки переключения передач имеется специальный прилив с отверстием для заливки масла и пробкой (масло заливалось до уровня заливного отверстия). Однако войсковая эксплуатация показала, что подобраться к данной пробке фактически невозможно. Поэтому в качестве штатного способа заливки масла была определена заливка масла через крышку механизма переключения передач, а сама замена масла в коробке, согласно графикам ТО, теперь производилась фактически только при ремонте коробки (ранее слив масла с коробки предусматривался при ТО-3). Для контроля же уровня масла в конструкцию коробки был введён щуп, однако из-за особенностей внутреннего устройства картера коробки передач (поддон разделён литые рёбрами, приливами и пр.) его показания не всегда являются показательными.

### Ходовая часть
Ходовая часть АСУ-57 с каждого борта состояла из четырёх односкатных обрезиненных сварных опорных катков, двух односкатных металлических поддерживающих катков и двухвенечного ведущего колеса переднего расположения с асимметричным профилем зубьев; роль направляющего колеса выполнял последний опорный каток, в балансир которого был встроен механизм натяжения гусеницы. Подвеска опорных катков — индивидуальная торсионная, с ограничителями хода катков, в виде резиновых подушек, и гидравлическими амортизаторами двухстороннего действия на первых катках. Узлы подвески последних катков — соосные с трубчато-стержневыми торсионами, остальные — моноторсионные, расположены со смещением 70 мм относительно торсионов противоположного борта и проходят по всей ширине корпуса. Крайние узлы подвески также снабжены механизмом для блокировки их на корпус для предотвращения раскачивания САУ в полёте. Гусеницы АСУ-57 — стальные, мелкозвенчатые, цевочного зацепления, шириной 204 мм и с шагом 86 мм, с последовательным открытым металлическим шарниром, состоящие каждая из 81 литого трака.

## Средства десантирования
Из трёх существовавших базовых способов десантирования: посадочного, парашютного и планёрного, первоначально для АСУ-57 был доступен только последний. Перевозить САУ с экипажем был способен лишь тяжёлый транспортный планёр Як-14, обычно буксировавшийся двухмоторным транспортно-десантным самолётом Ил-12Д. АСУ-57 заезжала в планёр и покидала его своим ходом через откидную носовую часть; в полёте установка крепилась тросами, а для предотвращения раскачивания узлы её подвески блокировались на корпус. Экипаж САУ в полёте располагался на съёмных сиденьях в хвостовой части грузового отсека планёра и мог поддерживать связь с экипажем планёра при помощи переговорного устройства. Як-14 выпускался серийно с 1949 по 1952 год, всего было выпущено 413 единиц, находившихся в эксплуатации до замены их новыми массовыми военно-транспортными самолётами большей грузоподъёмности, начавшими поступать в войска в конце 1950-х годов.
В литературе распространены данные о применении для десантирования АСУ-57 ряда транспортных систем, в действительности эту задачу выполнять не способных, либо не вышедших за стадию опытных образцов. Так, разработанный параллельно с Як-14 более крупный планёр Ил-32 в серийное производство не поступал. Также для перевозки АСУ-57 была приспособлена подвесная парашютно-десантная кабина П-98М к транспортному варианту стратегического бомбардировщика Ту-4, рассчитанная на перевозку пушки СД-44, но её размеры и масса недопустимо снижали лётные качества самолёта, и работа в этом направлении была прекращена. В ряде источников встречается информация об использовании для транспортировки САУ и тяжёлого военно-транспортного вертолёта Як-24. Однако, несмотря на способность Як-24 перевозить нагрузку до 4000 кг в перегрузочном режиме, ширина грузовой кабины вертолёта составляла лишь 1,9 метра, что исключало перевозку в ней АСУ-57, а оснащённый устройством для внешней подвески грузов массой до 3500 кг вертолёт, как и вертолёт Як-24У с уширенным до 2,4 метров грузовым отсеком, остались в единственных экземплярах. Встречаются также упоминания, что АСУ-57 мог перевозить военно-транспортный самолёт Ил-12Д, хотя не ясно, каким образом могла осуществляться на внешней подвеске для крупногабаритных грузов транспортировка САУ, чья масса находилась на пределе грузоподъёмности самолёта.
Значительно изменилась ситуация с принятием на вооружение в 1959 году новых военно-транспортных самолётов повышенной грузоподъёмности Ан-8 и Ан-12, обеспечивавших десантирование АСУ-57 как посадочным, так и парашютным способом. С началом разработки в 1954 году первого из них, самолёта «П», заводу № 468 было выдано задание на разработку парашютно-десантной техники для них. В конце 1950-х годов была создана универсальная парашютно-десантная платформа П-127, принятая на вооружение 7 июля 1962 года вместе с парашютной системой МКС-4-127, под обозначением ПП-127-3500. П-127 была рассчитана на десантирование грузов массой до 3,5 тонн при скорости сбрасывания 250—350 км/ч и высоте 800—8000 метров, и имела трубчатый стальной (хромансилевый) каркас с дюралевым настилом, самонаполняющейся воздушной амортизацией и противоопрокидывающимся устройством в виде откидных ферм, масса платформы с парашютной системой, амортизацией и швартовкой составляла 1,42 т. С использованием четырёхкупольной парашютной системы с площадью основных парашютов 3040 м², П-127 могла использоваться для десантирования АСУ-57 с боекомплектом, на выгрузку САУ после приземления у экипажа, десантировавшегося отдельно на индивидуальных парашютах, уходило 4—10 минут.
П-127 выпускалась серийно, но её дороговизна и излишняя масса повлекли создание усовершенствованной 1,8-тонной платформы П-128, отличавшейся увеличенной до 5000 кг массой десантируемого груза и сниженной до 500 метров минимальной высотой сброса и принятая на вооружение под обозначением ПП-128-5000, вместе с четырёх- или пятикупольной парашютной системой МКС-5-128 с площадью пятикупольного варианта 3800 м². П-128 имела клёпаную дюралевую конструкцию с воздушной амортизацией и оснащалась радиопередатчиком Р-128 для облегчения обнаружения после приземления. Ан-12Б мог десантировать две платформы с АСУ-57 общей массой по 5160 кг. 20 ноября 1962 года была принята на вооружение платформа ПП-127М-3500 с амортизацией в виде пенопластовых стоек, в составе парашютно-реактивной системы П-130, включавшей два парашюта площадью 580 м² и тормозной пороховой ракетный двигатель. В 1973 году на вооружение была принята платформа П-7 с пятикупольной парашютной системой МКС-5-128М, созданная как развитие П-128 с увеличенной грузоподъёмностью, и также применявшаяся для десантирования АСУ-57. Помимо Ан-8 и Ан-12, в поздний период для десантирования АСУ-57 использовались и самолёты Ан-22, чьё производство началось в 1969 году, а принятие на вооружение произошло в 1974 году, и Ил-76 (соответственно, 1973 и 1976 годы). Также для десантирования САУ посадочным способом мог использоваться тяжёлый военно-транспортный вертолёт Ми-6, принятый на вооружение в 1959 году.
- Ан-8
- Ан-22
- Ил-76
- Ми-6

## Машины на базе АСУ-57
Помимо линейной САУ, выпускалась также командно-штабная машина АСУ-57КШМ на её базе, из вооружения имевшая лишь размещённый в шкворневой установке на лобовом бронелисте рубки пулемёт, однако данных об этой машине в опубликованных источниках крайне мало.
В 1950-е годы в опытном порядке одна АСУ-57 была в КБ-40 перевооружена 107-мм безоткатным орудием Б-11. Получившая обозначение БСУ-11-57Ф САУ прошла испытания, но несмотря на проявлявшийся в тот период интерес ВДВ к безоткатным орудиям и бо́льшие возможности 107-мм орудия в борьбе с современными танками, предпочтение в вооружении самоходных установок было отдано традиционным артиллерийским системам.
Помимо этого, с сентября 1951 года на базе АСУ-57 создавалась плавающая САУ «Объект 574» или АСУ-57П, отличавшаяся прежде всего увеличенным водоизмещающим корпусом, форсированным двигателем и водоходным движителем в виде двух гребных винтов. С ноября 1952 по 1954 год были построены пять опытных образцов АСУ-57П. К 1955 году САУ успешно прошла испытания и была готова к принятию на вооружение, однако серийное производство её так и не было начато из-за считавшихся к тому времени уже недостаточными огневой мощи и защищённости.

## Организационно-штатная структура
В Вооружённых силах СССР АСУ-57 поступала исключительно на вооружение дивизий Воздушно-десантных войск. С принятием АСУ-57 на вооружение, согласно принятому в 1953 году новому штатному расписанию, на новую САУ был переведён отдельный самоходно-артиллерийский дивизион, ранее вооружавшийся 18 неавиатранспортабельными СУ-76М. По новому штату, в дивизионе имелось 35 АСУ-57 в пяти семиорудийных батареях. С 1959 года и до начала 1960-х годов состав артиллерийских подразделений воздушно-десантной дивизии подвергался неоднократным реорганизациям, но к середине 1960-х годов приобрёл устойчивую штатную структуру. Дивизионный отдельный самоходно-артиллерийский дивизион был перевооружён новыми САУ СУ-85, тогда как АСУ-57 вошли в состав самоходно-артиллерийских батарей воздушно-десантных полков, имевших, по разным данным, 9 или 10 САУ.

## История эксплуатации

### СССР
На вооружение Воздушно-десантных войск (ВДВ) СССР АСУ-57 поступала в сравнительно небольших количествах. Так, по штатному расписанию, в имевшихся к концу 1950-х годов семи воздушно-десантных дивизиях, не считая одной учебной дивизии, в общей сложности должно было насчитываться лишь 245 САУ. Впервые АСУ-57 была публично продемонстрирована 1 мая 1957 года на параде на Красной площади в Москве, причём в некоторых западных источниках эта дата ошибочно трансформировалась в год поступления САУ в войска. В войсках САУ за характерные особенности конструкции получила прозвище «голожопый „Фердинанд“», ранее носившееся СУ-76, которую АСУ-57 заменила в самоходно-артиллерийских дивизионах.
Поскольку имевшаяся на вооружении ВДВ транспортная техника в начале 1950-х годов не имела средств воздушного десантирования, САУ применялась и в роли лёгкого тягача, а также для перевозки на броне до четырёх десантников; последнее применялось, в частности, при фланговых или тыловых обходах противника, когда требовалась быстрая переброска сил. По данным Ю. В. Евграфова, четверо дополнительных десантников даже закреплялись за АСУ-57 в войсках штатно. Помимо войсковой эксплуатации, АСУ-57 также использовалась в различных исследованиях в области авиадесантной бронетехники, в частности, проводившихся НИИ ПБТТ в 1953—1954 годах для определения максимально допустимой перегрузки техники при различных способах приземления.
С начала поступления в войска, в 1950-е годы АСУ-57 использовались во всех крупных учениях ВДВ, в том числе в проведённых 10 сентября 1956 года на Семипалатинском полигоне войсковых учениях с реальным применением ядерного оружия. АСУ-57 применялась и в проводившихся в Центральной Европе совместных учениях войск Варшавского договора, в частности, в организованных в ГДР в сентябре 1963 года учениях «Квартет», в ходе которых высаженные парашютным способом САУ совершили ночной марш, после чего поддерживали свой парашютно-десантный полк в имитации атаки позиций дивизиона тактических ракет.
В первые годы возможности воздушно-десантных войск по десантированию своих САУ ограничивались несовершенством имевшихся средств доставки, но с принятием на вооружение военно-транспортных самолётов нового поколения боевые возможности войск значительно возросли. В 1961 году в период летнего обучения ВДВ было проведено опытное десантирование парашютно-десантного полка с использованием самолётов Ан-8 и новых парашютно-десантных платформ, в ходе которого, вместе с личным составом полка с индивидуальным оружием, было десантировано 287 различных объектов, включая АСУ-57. По результатам учений был сделан вывод об обеспечении возможности десантирования воздушно-десантной дивизии в полном боевом составе. Проверено на практике это было в 1967 году, когда в ходе учений «Днепр» была высажена 76-я воздушно-десантная дивизия в полном составе, вместе со штатными АСУ-57, высаженными первыми.
В реальных боевых действиях Советской Армией АСУ-57 не использовались. При подавлении Венгерского восстания 1956 года САУ с воздушно-десантными дивизиями не перебрасывались, самой тяжёлой техникой, применявшейся ими, стали четыре автомобиля ГАЗ-63. Хотя до вооружённого столкновения в этом случае не дошло, АСУ-57 использовалась советскими войсками при вводе советских войск в Чехословакию в 1968 году. В частности, несколько САУ были высажены ранним утром 21 августа на аэродроме «Рузине» вместе с частями 108-го парашютно-десантного полка 7-й воздушно-десантной дивизии, которые они поддерживали в дальнейших действиях.
Также АСУ-57 применялись при высадке десанта на учениях Юг-71.
В этих учениях одна из них была повреждена.
Вопреки встречающемуся в ряде источников утверждению, появление на вооружении ВДВ более совершенных САУ не повлекло за собой снятия АСУ-57 с вооружения; последние лишь, после ряда реорганизаций, были переведены из дивизионного звена ВДВ в полковое. Даже после принятия на вооружение САУ АСУ-85, обладавшей значительно бо́льшими боевыми возможностями, АСУ-57 ещё длительное время оставалась единственным способным оказывать огневую поддержку десанту образцом бронетехники ВДВ, могущим десантироваться парашютным способом: рассчитанная на АСУ-85 парашютно-десантная платформа П-16 была принята на вооружение лишь в 1972 году. До этого АСУ-85 десантировалась лишь посадочным способом на подготовленные аэродромы, что ограничивало возможности её боевого применения, не позволяя использовать в первой волне десанта.
По мере перевооружения парашютно-десантных полков в 1970-х годах на новые авиадесантные БМП БМД-1, обеспечивавшие противотанковую оборону и огневую поддержку вплоть до уровня отделений, полковые батареи АСУ-57 постепенно расформировывались. Окончательно сняты с вооружения АСУ-57 были в середине 1980-х годов. После снятия с вооружения, часть АСУ-57 использовалась в качестве учебных машин, а часть — была переоборудована в невооружённые тягачи. Тем не менее, согласно некоторым западным источникам, на 1996 год Воздушно-десантные войска России всё ещё заявляли наличие на вооружении некоторого количества АСУ-57, как и АСУ-85, а по данным справочника Military Balance МИСИ эти САУ числились в наличии и на 2010 год — хотя по крайней мере о АСУ-85 достоверно известно, что она была снята с вооружения, вместе с многими другими устаревшими образцами вооружения, в 1993 году.

### Другие страны
Помимо производства для собственных вооружённых сил, АСУ-57 поставлялись союзникам СССР по Организации Варшавского договора. 100 САУ, по-видимому, нового выпуска, были заказаны ПНР в 1961 году и переданы ей в 1962 году. По западным данным, АСУ-57 оставались на вооружении Польши по крайней мере до начала 1990-х годов. Также в 1961—1962 годах, 20 машин, возможно, из числа снятых с вооружения в СССР, были поставлены ГДР. Крайне мало известно об использовании АСУ-57 Национальной народной армией, но в её составе имелся лишь один воздушно-десантный батальон, почти не имевший, или вовсе не имевший на вооружении бронетехники.
Помимо стран Варшавского договора, 200 АСУ-57, снятых с вооружения СССР, заказала в 1966 и получила в 1967—1968 годах КНДР. Незначительное количество АСУ-57 было также поставлено Египту и, по некоторым данным, применялось в ходе Шестидневной войны в 1967 году. Некоторое количество АСУ-57, по данным В. И. Мураховского — несколько десятков, было доставлено в Эфиопию в ходе Войны за Огаден с ноября 1977 года. САУ использовались кубинскими частями в боях в районе Арева и Джиджига, в частности, к юго-востоку от последнего в тылу сомалийских войск при помощи вертолётов Ми-6 был высажен десант при поддержке нескольких АСУ-57. Сведения по ряду других стран известны лишь из западных источников периода Холодной войны. Так, по различным данным, САУ состояла на вооружении СФРЮ и Вьетнама, а один источник сообщает даже о поставках АСУ-57 вооружённым силам Полисарио, при содействии Ливии.

## Оценка проекта
АСУ-57 стала одним из первых шагов на пути преобразования советских ВДВ от легковооружённых частей, способных выполнять лишь ограниченные задачи и ориентированных в основном на пассивную оборону района высадки, к мобильным полностью механизированным силам. В 1950-е годы АСУ-57 привлекла значительное внимание западных военных специалистов; по некоторым оценкам, воздушно-десантные войска стран НАТО не имели ничего сравнимого, полагаясь в качестве тяжёлого вооружения на 106-мм безоткатные орудия.
Общие оценки АСУ-57 специалистами, накопившиеся со времён Холодной войны, довольно противоречивы. Так, в советской и постсоветской литературе распространена оценка АСУ-57 как эффективного противотанкового средства. В западных источниках эффективность АСУ-57 получала смешанную оценку. Разработанная по требованиям 1940 года пушка в 1950-е годы уже устарела. Стивен Залога давал низкую оценку противотанковым возможностям АСУ-57; другими специалистами, однако, АСУ-57 оценивалась как действенное средство придания десанту дополнительной огневой мощи, а некоторыми и в 1970-е годы оценивалась как устаревшая, но всё ещё эффективная в этой роли.
При всех своих недостатках, тем не менее, АСУ-57 внесла существенный вклад в повышение огневой мощи, противотанковых возможностей и мобильности советских воздушно-десантных войск. Как дополнительное преимущество АСУ-57 отмечалось также то, что распространённая в ВДВ практика перевозки пехотинцев на броне САУ повышала мобильность воздушно-десантных подразделений, традиционно для этого рода войск низкую вследствие нехватки десантируемых транспортных средств. Несмотря на малые размеры машины и существенную перегрузку её при подобном использовании, помимо повышения мобильности, пехотинцы и САУ могли сбалансировано и в тесном взаимодействии поддерживать друг друга в бою.

### Конструктивные особенности
АСУ-57 являлась одной из легчайших бронемашин своего времени, особенно среди гусеничных, по массе находясь на уровне танкеток и малых танков. Крайне малыми являлись и размеры САУ, превосходившей противотанковое орудие ЗИС-2 по высоте лишь на 90 мм и по ширине — на 441 мм
. Некоторыми специалистами АСУ-57 рассматривалась в некотором роде как успешное решение задачи по совмещению танкетки с противотанковой пушкой, осуществить которую пытались в различных странах с 1930-х годов. Столь малая масса затрудняла обеспечение требуемых боевых свойств САУ, но поскольку даже 3,35-тонная АСУ-57 и без того находилась на пределе грузоподъёмности существовавшей транспортной авиации в лице планёра Як-14, альтернатив ей до появления в конце 1950-х годов нового поколения военно-транспортных самолётов попросту не было, как не было и возможности перевооружения САУ более мощным 85-мм орудием. При этом, несмотря на жёсткие ограничения, наложенные на массу установки, на протяжении 1950-х годов ситуация со средствами её десантирования оставалась проблемной. Хотя планёрный способ десантирования имел свои преимущества, такие как возможность компактно и почти бесшумно высадить десант САУ с экипажем без необходимости подготовленной взлётно-посадочной полосы — последнего не обеспечивали ни парашютный, ни посадочный способы, его серьёзные недостатки привели к снятию тяжёлых военных планёров с вооружения при первой же возможности их замены самолётами достаточной грузоподъёмности. Даже после появления парашютно-десантных платформ, в 1960-е годы советские платформы были излишне тяжелы и дороги и уступали разработанным в США аналогам.
Благодаря малой массе, АСУ-57, несмотря на сравнительно узкие гусеницы, отличалась крайне низким даже по меркам лёгких бронемашин удельным давлением на грунт, что обеспечивало ей высокую проходимость по заснеженной или болотистой местности, позволяя пересекать труднопроходимые даже для пехоты районы. Также благодаря этому, несмотря на применение сравнительно маломощного двигателя от легкового автомобиля, удалось обеспечить АСУ-57 высокую подвижность, хотя её удельная мощность и паспортная максимальная скорость по меркам 1950-х годов находились лишь на уровне средних танков. Высокую оценку в войсках получила также манёвренность САУ. С другой стороны, малые размеры САУ повлекли за собой и тесноту боевого отделения. Также прямым их следствием явились и сравнительно малые величины преодолеваемого брода и рва, хотя в войсках последний показатель считался хорошим. Вылет ствола, составлявший 2270 мм для пушки Ч-51 и 1515 мм для Ч-51М, был сравнительно велик, с учётом его низкого расположения и малых размеров САУ. На практике, чрезмерный вылет ствола снижал манёвренность машины и создавал опасность утыкания его в грунт с последующей возможностью раздутия или разрыва при выстреле, уменьшавшейся, впрочем, наличием дульного тормоза. Кроме того, по данным Стивена Залоги, отдача 57-мм пушки оказалась излишне мощной для столь лёгкого шасси.
Западными специалистами АСУ-57 оценивалась как простая, или даже довольно примитивная по конструкции, но в то же время надёжная. Сравнительно простой в обслуживании и замене, чему способствовала и малая масса агрегатов, была силовая установка, выполненная в едином блоке с трансмиссией и крепившаяся в моторно-трансмиссионном отделении всего четырьмя болтами. В то же время, сложным в обращении был механизм переключения передач с простым механическим приводом, проходящим к расположенной в лобовой части машины трансмиссии. Ещё две особенности САУ, хотя и не расценивались как существенные недостатки в период её проектирования, превратились в таковые по мере изменения военной доктрины. Так, желательным для лёгких машин в 1950-е годы стала считаться амфибийность, что повлекло разработку АСУ-57П. Кроме того, обязательным к концу десятилетия стало считаться обеспечение защиты от оружия массового поражения, что требовало полностью закрытого бронекорпуса; в частности, СУ-85, принятая на вооружение с полузакрытым боевым отделением, с 1960 года оборудовалась крышей над ним.
В пределах жёсткого лимита массы конструкторам удалось обеспечить АСУ-57 лишь минимальное бронирование, обеспечивавшее защиту только от огня лёгкого стрелкового оружия и мелких осколков. Корма САУ была практически не защищённой, а открытое боевое отделение делало АСУ-57 уязвимой для воздушных разрывов артиллерийских снарядов и в условиях применения оружия массового поражения. 4-мм бортовые бронелисты могли быть пробиты винтовочно-пулемётным огнём с использованием стандартной 7,62-мм бронебойно-зажигательной пули M14 уже с дистанции около 500 метров, и даже лобовые 6-мм листы, несмотря на наклонное расположение, на малых дистанциях не гарантировали защиты даже от 7,62-мм пуль, а тем более 12,7-мм пулемёта, опасного для САУ и на дистанции порядка 1000 метров. Столь низкая защищённость, даже при отсутствии у противника специального противотанкового вооружения, вынуждала АСУ-57 в обеспечении собственной живучести на поле боя больше полагаться на свои крайне малые, особенно с опущенными откидными щитками, размеры — не только затруднявшие попадание в неё, но и способствовавшие маскировке САУ на местности. Малозаметность АСУ-57, однако, снижалась использованием высокоэффективного дульного тормоза, могущего, особенно в сочетании с малой высотой линии огня, при первом же выстреле поднимать снежное или пылевое облако, что не только демаскировало установку, но и закрывало обзор из неё, снижая боевую скорострельность. Впрочем, при всей малой защищённости АСУ-57, как отмечалось некоторыми специалистами, при действиях воздушно-десантных частей в тылу противника, для имевшихся там сил последнего, как правило, было крайне сложно отражение атаки даже столь лёгкой бронетехники.

### Огневая мощь
Достаточно сложна детальная оценка АСУ-57 в её основной предполагавшейся роли — противотанкового средства. 57-мм пушка ЗИС-2, у которой была заимствована баллистика Ч-51, некоторыми специалистами оценивалась как лучшее среднее противотанковое орудие Второй мировой войны, и на начало 1950-х годов считалось, что вооружение АСУ-57 способно поражать средние танки потенциального противника, чему способствовало и принятие на вооружение в послевоенный период улучшенных образцов бронебойных снарядов, а также доступность подкалиберных снарядов. На время принятия АСУ-57 на вооружение для такой оценки имелись основания: значительную часть танкового парка США и почти весь парк современных машин их союзников по НАТО, за исключением Великобритании, всё ещё составляли танки M4, чья бронезащита не обеспечивала существенной защиты от 57-пушки на дальности её прямого выстрела.
Но развитие бронезащиты танков НАТО не стояло на месте, и в послевоенный период на вооружение был принят ряд образцов, отличавшихся как значительно возросшей толщиной бронирования, так и широким применением рациональных углов наклона брони, в частности, в США — танки M26 и M46. По результатам испытаний танков M26 и M46 обстрелом, 57-мм калиберные бронебойные снаряды верхнюю лобовую деталь корпуса не пробивали и дистанция предела тыльной прочности составляла лишь 100 метров, однако применение подкалиберных снарядов позволяло Ч-51 на малых дистанциях поражать лоб башни и корпуса этих машин. Лобовая броня производившегося серийно с 1946 года британского танка «Центурион», исходя из табличных данных бронепробиваемости и данных испытаний обстрелом других машин, могла быть пробита Ч-51 только в районе маски орудия, подкалиберным снарядом и на малых дистанциях. Частичное перевооружение армий США и Великобритании этими танками уже значительно снизило эффективность АСУ-57. Массово выпускавшиеся в США, соответственно, с 1951 и 1953 года танки M47 и M48, в основном завершившие в 1950-е годы перевооружение армий НАТО, отличались ещё более мощным бронированием. Хотя оба этих танка всё ещё могли быть на малых дистанциях поражены в ослабленные зоны, такие как маска орудия или нижняя лобовая деталь, шансы легкобронированной САУ выйти на такую дистанцию атаки и добиться пробития, а тем более выведения танка из строя, в большинстве случаев были бы малы. Принятые на вооружение к 1961 году танки M60A1 и «Центурион» Mk.10, с ещё более усиленным бронированием, в лобовой проекции 57-мм снарядами уже практически не поражались.
Хотя ОКР по повышению противотанковых возможностей 57-мм пушки в СССР велись, практических результатов они не дали. В середине [1950-х годов, в связи с исследованием возможности перевооружения танка ПТ-76, была определена возможность увеличения начальной скорости снарядов и, как следствие, бронепробиваемости пушки Ч-51 путём повышения давления пороховых газов в канале ствола с 3100 до 3400—3600 кгс/см², но в серийное производство такая модернизация не пошла. В марте 1958 года была начата разработка невращающегося кумулятивного снаряда к 57-мм пушке, бронепробиваемость которого составила 180 мм на любой дистанции, но данных о его принятии на вооружение нет
.
Тем не менее, даже несмотря на всё усиление лобового бронирования танков НАТО, уязвимым оставалось их бортовое и кормовое бронирование, существенному утолщению не подвергавшееся. По результатам обстрела танка M46, в целом отражавшего максимальный достигнутый уровень бронезащиты этих проекций, Ч-51 обеспечивала уверенное сквозное пробитие его бортовой брони на дальности прямого выстрела при курсовых углах 60—90°, даже без использования подкалиберных снарядов. Кроме того, список целей для АСУ-57 не исчерпывался средними/основными боевыми танками: и в 1970-е годы 57-мм пушка на дистанции эффективной стрельбы могла уверенно поражать лёгкие танки, БМП, бронетранспортёры и другую легкобронированную технику.
Боевая ценность АСУ-57, кроме того, не исчерпывалась её противотанковой ролью. 57-мм пушка Ч-51 могла применяться также для уничтожения живой силы, открыто расположенных пулемётных гнёзд и орудийных позиций и других небронированных целей, что значительно повышало возможности десанта. Площадь поражения осколками снаряда О-271 составляла 20 метров по фронту и 3 метра в глубину, однако против укреплений, даже полевых, 57-мм осколочные снаряды были малоэффективны. Хотя с 1954 года на вооружение воздушно-десантных войск поступили образцы вооружения с бо́льшими возможностями в противотанковой роли или для непосредственной поддержки пехоты — буксируемые 82-мм безоткатные орудия Б-10 и 107-мм Б-11 и 85-мм пушки Д-44 и Д-48, а также 85-мм самодвижущиеся орудия СД-44, мобильность этих систем, особенно с учётом сложности десантирования тягачей для них, была ограниченной.
Устанавливавшийся на АСУ-57 прицел ОП-2 имел в целом типичные для конца 1940-х годов характеристики. Механическая установка дальности являлась прогрессивным решением, но для определения дистанции до цели прицел не содержал даже стандартной для советских танковых прицелов 1950-х годов стадиаметрической шкалы; имевшийся метод вычисления дистанции с использованием шкалы боковых поправок был слишком сложен и требовал слишком высокой подготовки наводчика, чтобы быть практически применимым в бою. Кроме того, прицельные шкалы для стрельбы подкалиберными снарядами в прицеле отсутствовали и соответствующие данные необходимо было брать из таблиц стрельбы, что также создавало определённые трудности в бою. Ограниченным был и сектор горизонтального наведения орудия. Специалистами Армии США максимальная дальность эффективного огня АСУ-57, по различным источникам, оценивалась в 750 метров, при условии 50-процентной вероятности попадания, 1200 или 1150—1220 метров.
| Бронезащита потенциальных целей АСУ-57 с противоснарядным бронированием |              |               |         |         |                  |
|                                                                         | M4           | M26 / M46     | M47     | M48     | «Центурион» Mk.3 |
| Год начала производства                                                 | 1942         | 1945 / 1949   | 1951    | 1952    | 1948             |
| Верхняя лобовая деталь                                                  | 93           | 147           | 204     | 220     | 140              |
| Нижняя лобовая деталь                                                   | 51 (цилиндр) | 126           | 126—148 | 101—169 | 109              |
| Лоб башни                                                               | 89           | 102           | 133     | 178     | 152              |
| Маска орудия                                                            | 89 (цилиндр) | 114 (цилиндр) | 229     | 132     | 152              |
| Борт                                                                    | 38—51        | 51—76         | 51—77   | 51—76   | 57—91            |

### Сравнение с аналогами
Ранним аналогом АСУ-57 являлась созданная в период Второй мировой войны для поддержки воздушно-десантных частей аэротранспортабельная САУ A25 E2 «Алекто», базировавшаяся на шасси лёгкого танка Mk.VIII «Гарри Гопкинс». Были построены два образца САУ, вооружённых 57-мм противотанковым орудием QF 6 pounder или 95-мм гаубицей для непосредственной поддержки; спроектированы были также варианты с вооружением из 88-мм пушки-гаубицы QF 25 pounder или 94-мм гаубицы. От базового танка «Алекто» унаследовала мощное для своего класса бронирование, но её масса составила 8,64 тонны в базовом варианте, что делало проблематичным её воздушную доставку даже крупнейшим из доступных планёров «Гамилькар». Работы по САУ продолжались до окончания боевых действий в Европе и были закрыты в связи с отсутствием перспектив применения на Дальнем Востоке. Как Великобритания, так и Франция занимались созданием авиатранспортабельных бронемашин и в первый послевоенный период, но их проекты предназначались не для вооружения воздушно-десантных войск, а для перебрасываемых по воздуху сил быстрого реагирования, и на протяжении 1950-х годов практических результатов не дали.
Единственной страной, помимо СССР, занимавшейся в первые послевоенные десятилетия разработкой специализированной бронетехники для воздушно-десантных войск стали США, где был создан близкий аналог АСУ-57 в виде САУ M56. Подобно АСУ-57, разработка M56 была начата в 1949 году для обеспечения противотанковой обороны воздушно-десантных частей, а её серийное производство осуществлялось с 1953 по 1959 год. В отличие от АСУ-57, M56 вовсе не имела никакого бронирования, что делало возможным её выведение из строя даже близким разрывом снаряда среднего калибра, но вооружалась 90-мм пушкой, по баллистике идентичной орудиям средних танков, а также содержала ряд нестандартных конструктивных решений, таких как ходовая часть с гусеницами ленточного типа и опорными катками с пневматическими шинами.
Несмотря на отсутствие бронирования, по массе M56 более чем вдвое превосходила АСУ-57, однако это не являлось существенной проблемой для США, уже к началу выпуска M56 обладавших значительным количеством как десантных планёров, так и военно-транспортных самолётов, таких как C-119, способных десантировать M56 посадочным или парашютным способом. Кроме того, хотя эффективность обеих САУ против современных средних танков к середине 1950-х годов была уже недостаточной, во второй половине десятилетия в боекомплект 90-мм орудия были введены выстрелы с оперёнными кумулятивными снарядами, обеспечивавшими в 1960-е годы уверенное поражение любых советских танков, за исключением лишь лобовой брони выпускавшегося с 1964 года Т-64. С другой стороны, при этих достоинствах, M56 сравнительно недолго продержалась на вооружении США. 90-мм пушка оказалась излишне мощной даже для 7-тонного шасси, передние катки которого при выстреле отрывались от земли, а отсутствие какого-либо бронирования позволяло использовать САУ только в оборонительной противотанковой роли, делая M56 малопригодной для поддержки десанта в наступательных действиях.
В классе лёгких противотанковых САУ в США в 1955—1957 выпускалась также боевая машина M50, специального авиадесантного назначения не имевшая и поступившая на вооружение только Корпуса морской пехоты. При боевой массе 8,64 тонны, M50 имела полностью закрытый корпус с противопульным бронированием и вооружалась сшестерённой установкой 106-мм безоткатных орудий M40A1C, чьи кумулятивные снаряды были близки по своим возможностям к 90-мм, но имели сравнительно небольшую эффективную дальность стрельбы.
| Сравнение основных характеристик авиадесантных САУ первой половины 1950-х годов |                                                         |                                                            |
|                                                                                 | АСУ-57                                                  | M56                                                        |
| Общие данные                                                                    |                                                         |                                                            |
| Экипаж                                                                          | 3                                                       | 4                                                          |
| Боевая масса, т                                                                 | 3,35                                                    | 7,14                                                       |
| Ширина, м                                                                       | 2,09                                                    | 2,57                                                       |
| Высота, м                                                                       | 1,46                                                    | 2,00                                                       |
| Приборы ночного видения                                                         | —                                                       | —                                                          |
| Вооружение                                                                      |                                                         |                                                            |
| Калибр и марка пушки                                                            | 57-мм Ч-51                                              | 90-мм M54                                                  |
| Дульная энергия пушки, МДж                                                      | 1,46                                                    | 4,57                                                       |
| Углы ГН пушки, град                                                             | ±8                                                      | ±30                                                        |
| Боекомплект пушки                                                               | 30                                                      | 29                                                         |
| Пулемёты                                                                        | —                                                       | —                                                          |
| Бронирование, мм                                                                |                                                         |                                                            |
| Лоб корпуса                                                                     | 6                                                       | —                                                          |
| Борт корпуса                                                                    | 4                                                       | —                                                          |
| Подвижность                                                                     |                                                         |                                                            |
| Тип двигателя                                                                   | рядный, карбюраторный, жидкостного охлаждения, 55 л. с. | оппозитный, карбюраторный, воздушного охлаждения 200 л. с. |
| Удельная мощность, л. с./т                                                      | 16,4                                                    | 28,0                                                       |
| Тип подвески                                                                    | индивидуальная торсионная                               | индивидуальная торсионная                                  |
| Максимальная скорость по шоссе, км/ч                                            | 45                                                      | 45                                                         |
| Запас хода по шоссе, км                                                         | 250                                                     | 225                                                        |
| Удельное давление на грунт, кг/см²                                              | 0,35                                                    | 0,29                                                       |

## Сохранившиеся экземпляры
В музеях различных стран сохранился ряд образцов АСУ-57, большинство из них — позднего типа, с орудиями Ч-51М:
- Россия:
  - Бронетанковый музей в Кубинке — два экземпляра, с пушками Ч-51 и Ч-51М[152];
  - Центральный музей Вооружённых Сил в Москве[152];
  - Музей отечественной военной истории в деревне Падиково Истринского района Московской области;
  - АСУ-57 в музее артиллерии г. Санкт-ПетербургМузей артиллерии в Санкт-Петербурге;
  - Музей истории воздушно-десантных войск в Рязани — АСУ-57 с орудием Ч-51[153];
  - Частный музей техники в посёлке Ильинское — АСУ-57[153], а также БСУ-11-57Ф со снятым орудием[154];
  - Музей десантной боевой техники 7-й гвардейской ВДД в Новороссийске;
  - В частной коллекции
- Канада[153]:
  - Военный музей базы Петавава;
  - Военный музей базы Гейджтаун;
- Литва — Военный музей в Каунасе[153];
- США — Музей вооружений Армии США в Абердине[153];

## АСУ-57 в индустрии моделизма
В индустрии стендового моделизма АСУ-57 до середины 1990-х годов представлена была сравнительно слабо. В масштабе 1:35 сборная пластиковая модель АСУ-57 в вариантах советских и египетских войск выпускалась с середины 1990-х годов молдавской фирмой AER Moldova. В обзорах модель получала отзывы от сдержанно-положительных до резко критических: при некоторых достоинствах, таких как сравнительно богатая деталировка и невысокая цена, модель уже с начала своего выпуска критиковалась за значительные несоответствия оригиналу, плохую собираемость и грубую детализацию. В более поздний период отлитые по тем же пресс-формам или просто перепакованные модели выпускались фирмами Maquette и «Восточный экспресс». Также в масштабе 1:35 модель АСУ-57 выпускалась фирмой Toga. Кроме того, для дополнительной деталировки модели в масштабе 1:35 фирмами Eduard Model Accessories (Чехия) и Part (Польша) выпускаются наборы фототравлёных металлических частей, а российской Model Point — точёный металлический ствол пушки Ч-51М и гильзы к ней. Статьи с чертежами для самостоятельной постройки модели неоднократно публиковались журналом «Моделист-конструктор». В масштабе 1:72 картонная модель АСУ-57 в советском и египетском вариантах выпускалась фирмой der Kampfflieger.

### Сноски
1. ↑  Основными причинами принятия такого решения явилась полная неадекватность доступного транспортного авиапарка численности воздушно-десантных войск, а также продемонстрированная в ряде операций неспособность крупных воздушно-десантных частей, чьё тяжёлое вооружение ограничивалось, в лучшем случае, лёгкими миномётами, успешно выполнять задачи общевойскового боя
2. ↑  Проект А-40 по планёрной переброске танка Т-60
3. ↑  Лёгкая САУ СУ-85 разрабатывалась как для вооружения сухопутных войск, так и для ВДВ, но распространение получила лишь в последних. Из-за этого, по аналогии с АСУ-57, а также чтобы отличить её от САУ периода Великой Отечественной войны СУ-85, она имеет часто употребляемое, хотя и неофициальное обозначение АСУ-85
4. ↑  С учётом 320 поставленных ПНР, ГДР и КНДР САУ, достоверно известных поставок Египту, а также неизвестного точно, но всё ещё существенного количества остававшихся к началу 1970-х годов на вооружении в СССР САУ
5. ↑  Последнее подтверждается лишь одним источником; Руководство по материальной части и эксплуатации авиадесантной артиллерийской самоходной установки АСУ-57 1962 года издания не содержит никаких упоминаний об отличиях в топливных баках, в отличие от остальных перечисленных изменений
6. ↑  Стандартной маркой броневой стали, использовавшейся в советском танкостроении начала 1950-х годов для изготовления сварных бронеконструкций с толщиной листов до 20 мм, была 2П — кремний-марганцево-молибденовая высокой твёрдости, с содержанием углерода 0,23—0,29 %, однако в известных источниках нет данных, использовалась ли эта марка стали для АСУ-57
7. ↑  Выстрел УЩ-271 с картечью, включавшийся в боекомплект ЗИС-2, с Ч-51 не использовался из-за наличия у последней дульного тормоза
8. ↑  При этом Руководство по материальной части и эксплуатации авиадесантной артиллерийской самоходной установки АСУ-57 1962 года издания, в отличие от Руководства службы 57-мм самоходных пушек Ч-51М и Ч-51П 1956 года издания, не содержит каких-либо упоминаний о прицеле для стрельбы с закрытых позиций, хотя и указывает максимальную дальность стрельбы таким способом
9. 1 2 3  80 % флегматизированного гексогена и 20 % алюминиевой пудры
10. 1 2 3  Механический донный инерционный взрыватель с замедлением
11. ↑  204 грамма у снарядов О-271У с одним ведущим пояском и 220 грамм у снарядов О-271У с двумя ведущими поясками или О-271Ж
12. ↑  Механический головной взрыватель, ударный мгновенного действия или, с надетым предохранительным колпачком — инерционный с замедлением
13. ↑  По устройству идентичен снаряду БР-271СП, за исключением изготовления из дешёвых нелегированных сортов стали без термообработки
14. 1 2 3 4  По материалам кафедры вооружения ВА БТВ, методика определения бронепробиваемости не указана
15. ↑  Стрельба снарядом БР-271П на дальность более 1000 метров была запрещена из-за неэффективности этого снаряда на бо́льших дистанциях по сравнению с обычными калиберными
16. ↑  Стрельба снарядом БР-271Н на дальность более 1500 метров была запрещена
17. ↑  Хотя трассёр пули Т-30 выгорает уже примерно после 800 метров
18. ↑  В различных источниках именуются также противотанковыми батареями или даже противотанковыми ротами
19. ↑  Если публиковавшиеся в западных открытых источниках сведения о конструкции АСУ-57 содержали существенные неточности и разночтения — так, даже в современных изданиях всё ещё распространена версия о полностью алюминиевом корпусе САУ — то возможности её 57-мм пушки были в целом известны, хотя принятие в послевоенный период более совершенных бронебойных снарядов, таких как БР-271М и БР-271Н, не учитывалось
20. ↑  Хотя в первой половине 1950-х годов в СССР был создан ряд военно-транспортных самолётов грузоподъёмностью в 3,35 тонн и более, на базе двухдвигательных Ил-12 и Ил-14 и четырёхдвигательного Ту-4, хвостового грузового люка серийные их варианты не имели и предназначались прежде всего для перевозки людских десантов и малогабаритных грузов
21. ↑  Наряду с некоторым количеством имевших схожий уровень защиты британских крейсерских танков
22. ↑  Данных об испытаниях менее защищённого лба башни нет, но в ходе Корейской войны отмечались пробития этой детали 85-мм калиберными бронебойными снарядами, имевшими близкую бронепробиваемость
23. ↑  За отдельными исключениями, такими как борта башни немногочисленных тяжёлых танков M103, а также основных боевых танков «Чифтен»; перечисленные, впрочем, оставались уязвимы для Ч-51 на меньших дистанциях
24. ↑  Так, применявшиеся в серийных танках США прицелы всё ещё имели неподвижную шкалу дальности
25. ↑  Уникальной такая проблема не являлась: помимо ряда образцов различных стран периода Второй мировой войны, вплоть до M46 прицелы средних танков США содержали лишь шкалы для калиберных бронебойных снарядов
26. ↑  Указана приведённая толщина бронирования
27. 1 2  Большая часть лба башни либо закрыта маской орудия, либо представляет собой скуловые листы, большей частью располагающиеся под значительным горизонтальным углом, увеличивающим их приведённую толщину ещё по меньшей мере в полтора раза
28. ↑  Проект лёгкого истребителя танков FV4401 с безоткатными орудиями, работы по которому были начаты в рамках программы по созданию нового основного танка
29. ↑  В частности, лёгкий танк AMX-13 первоначально предназначался на роль аэромобильной машины, но ситуация с доступностью транспортной авиации заставила отказаться от этой идеи ещё на стадии проектирования
30. ↑  Щиток орудия имел малые размеры и предназначался лишь для защиты экипажа от ударной волны при стрельбе из собственного орудия
31. ↑  По данным К. Фосса, при стрельбе из M56 использовались выстрелы с меньшими зарядами и начальной скоростью, однако другими источниками эти сведения не подтверждаются
32. ↑  С тентом при поднятых щитках
33. ↑  По щитку орудия
34. ↑  ПНВ механика-водителя на машинах последних выпусков
35. ↑  Для самообороны экипажа в первые годы комплектовалась 7,62-мм пулемётом различных моделей, в дальнейшем — 7,62-мм автоматом АК или АКМ
36. ↑  Для самообороны экипажа комплектовалась четырьмя 7,62-мм карабинами M2